# Andrew Scheer
Andrew James Scheer (Ottawa, 20 de maio de 1979) é um político canadense, membro do Parlamento do Canadá desde 2004 representando a região de Regina—Qu'Appelle (Saskatchewan). Foi, de 2017 a 2020, o líder do Partido Conservador do Canadá e também o Líder da Oposição no Parlamento.
Foi eleito para o Parlamento pela primeira vez em 2004, aos 25 anos de idade, sendo reeleito em 2006, 2008 e 2011. Ainda em 2011, foi feito Presidente da Câmara dos Comuns, aos 32 anos, sendo a pessoa mais nova a ocupar o cargo. Ele deixou a função em 2015. A 28 de setembro de 2016, Andrew anunciou que concorreria a liderança do Partido Conservador. Em 27 de maio de 2017, ele foi eleito líder dos Conservadores, com 50,95% dos votos num apertado pleito, e se tornou o principal representante do seu partido e candidato a primeiro-ministro nas eleições parlamentares de 2019, contra o incumbente Justin Trudeau, um político da esquerda liberal. Após falhar em derrotar Trudeau em 2019, Scheer anunciou que renunciaria a liderança do Partido Conservador, o fazendo em agosto de 2020.
Andrew é descrito como um "verdadeiro conservador", tanto na área social quanto na fiscal. Ele se opõe ao chamado "imposto de carbono" e diz que balanciaria o orçamento federal em dois anos após ter formado um governo, defendendo políticas pró-mercado, como desregulamentação da economia, corte de gastos governamentais e redução de impostos para empresas. Na área social, contudo, seu histórico tem apresentado mudanças. Apesar do seu conservadorismo, em 2017, afirmou ser um feminista, defendendo políticas igualitárias entre homens e mulheres. No início da sua carreira política, era contra o casamento de pessoas do mesmo sexo, mas quando este foi aprovado no Parlamento, não fez esforço para tentar revogar a lei. De fato, Scheer apoiou a remoção da frase "definição tradicional de casamento" do manifesto político do Partido Conservador. Ele se considera um "pró-vida" e defende o uso de armas de fogo pela população. Na política externa, defende um alinhamento maior com os Estados Unidos e a OTAN.